# 押川春浪
押川 春浪（おしかわ しゅんろう、1876年3月21日 - 1914年11月16日）は、日本の作家（冒険小説、SF、武侠小説）、編集者。愛媛県松山市出身、本名は方存（まさあり）。冒険小説のジャンルを定着させ、雑誌『冒険世界』『武侠世界』で主筆を務めて多くの後進の作家、画家育成に尽力した。

## 生涯

### 生い立ち
松山市生まれ。父は牧師でNHK朝の連続テレビ小説『はね駒』の主人公の恩師・松浪毅のモデルとなった押川方義。弟押川清は日本のプロ野球創始者として知られる。
生後8か月で、新潟で伝道を行っていた父に母とともに呼び寄せられる。1878年（明治11年）、1879年（明治12年）と続いた新潟大火のため、方義は伝道地を仙台に移し、同行。1883年（明治16年）に宮城師範学校付属小学校入学。小学校卒業後、高等単身上京し明治学院入学。野球に熱中し、2年続けて落第、仙台に呼び戻され、父の設立した東北学院に編入。ここで乱暴を働き放校処分となり札幌農学校に入るが、ここでも騒ぎを起こして、1894年（明治27年）に芝の水産講習所（現東京海洋大学）入学。この頃一時岩野泡鳴宅に寄宿する。しかしここも眼病のため退学し、方義の親しい大隈重信の創立した東京専門学校専修英語科入学、ここでは正宗白鳥と親しくした。英語学部卒業後に政学部邦語行政科に入学、野球部を創設するが早々に消滅した。
その他学生時代には様々なバンカラな行動があったとされている。小学生の時には大変ワンパクであったため先生や他の生徒たちを困らせ、また昼食の弁当を食べる前にキリスト教式の礼拝をしたところクラス全員から笑われたため、その後からは学校で弁当を一切食べなかった。
また東北学院在籍時には、実験のため解剖された犬のもも肉を盗みだし級友と缶詰の空き缶を使い教室のストーブで煮て食べていたところ西洋人の教師に見つかり「何の肉を食べているのか？」と問われたが、ほかの生徒が答えられなかったところ春浪が「犬の肉です」と英語で答えた。キリスト教の学校であったためたちまち大問題となり全校生徒の前で神と全校生徒に対し赦しを請うように求められたがこれを拒否し、父である院長・押川方義もさすがに激怒し退校を命じた。
早稲田大学在学中の時も、古賀廉造の刑法の講義中に春浪が熱心に授業を受けていると、濡れ鼠になっていた蓑を着た男が隣に座っておりしきりに水がかかるため、「蓑を脱げ！」「貴様こそそこを退け！」という問答の後、講義中にもかかわらず取っ組み合いの喧嘩を始めてしまった。講師は学長に対して二人の退校を迫ったが停学に収まり、春浪と喧嘩相手（糸平耕平）はその後、無二の親友になったという。

### 冒険小説執筆
それまでも『水滸伝』『三国志』を愛読し、『少年文庫』誌にも投稿していた方存は、ユーゴー、デュマなどに刺激を受けて小説を志し、『海底軍艦』を執筆。海軍少将肝付兼行、少佐上村経吉などに助言を得て、遠縁にあたる桜井鴎村の紹介によって巖谷小波に認められ、在学中の1900年（明治33年）に『海島冒険奇譚 海底軍艦』を文武社から出版し人気を得る。この頃小波の主催する文学サークル木曜会にも参加し、永井荷風ら小説家たちとも親交を得て、また小波からは後に「春波」の号を与えられるが、これを自ら「春浪」に改めた。
『海底軍艦』は翌年には再版が出るとともに、生田葵山の紹介で大学館から『航海奇譚』を出版。続いて同社で『世界怪奇譚』シリーズ全6篇などを刊行、また『海底軍艦』の続編など、次々と冒険小説を発表する。同年に東京専門学校卒業。母の療養のために鎌倉に移り、翌年鎌倉に越して来た国木田独歩とも親しくした。同年7月に東京に戻り、牛込で一家で同居。1903年（明治36年）に結婚して浅草寺近くに居を構え、一時千葉の館山にも住んだが、後に転々と転居を繰り返した。この頃から過度の飲酒により、徐々に体調を崩すようになってもいた。

### 『冒険世界』刊行
1904年（明治37年）に日露戦争が始まると博文館では雑誌『日露戦争写真画報』を刊行するが、巌谷小波の推薦で春浪は編集者として就職し、編集作業のかたわら同誌に小説や時評を執筆する。戦後に同誌が『写真画報』に変わると、春浪は編集長に抜擢され、ここでも小説を掲載した。この頃『空中大飛行艇』が講談師の真龍斎貞水によって語られ、その速記録も「空中奇譚」と題して同誌に掲載されている。
1908年（明治41年）に『写真画報』は廃刊し、引き続き春浪が主筆となる『冒険世界』が刊行され、春浪作を始めとした多くの冒険小説が掲載される。この頃から他の多くの作家も冒険小説を執筆し、冒険小説ブームとも言える時代を作り出した。

### スポーツ振興

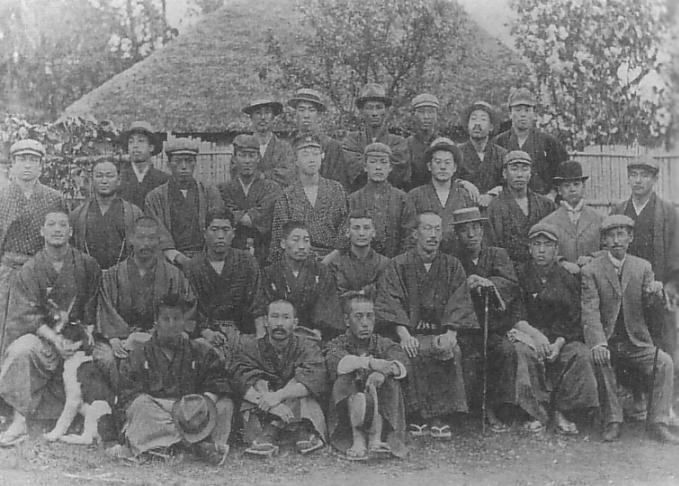
天狗倶楽部（2列目右端が押川春浪）

元々の野球好きに加えて、弟の清が早稲田大学野球部キャプテンを務めたことで野球界の人脈にも通じ、『冒険世界』誌上でスポーツ振興も大きく取り上げ始め、『運動世界』などのスポーツ誌にも寄稿する。東京運動記者倶楽部にも加入し、吉岡信敬、橋戸信、飛田穂洲らとスポーツ社交団体「天狗倶楽部」を結成、野球の他相撲、テニスなども楽しんだ。
スポーツのための総合グランドの必要性にも着目し、当時京浜電鉄にいた中沢臨川とともに羽田運動場建設にも関わった。さらに中川らと司法大臣尾崎行雄を会長とする日本運動倶楽部を設立、様々な競技会を開催した。1911年（明治44年）には大日本体育協会と共催でストックホルムオリンピックの予選大会を開催し、日本初のオリンピック選手を送り出した。
1911年（明治44年）に東京朝日新聞で「野球害毒論」が起こると、読売新聞紙上で反論を掲載、演説会を開くなど激しく反発した。しかし『冒険世界』誌上での反論掲載を巡って博文館上層部と対立し、同誌を辞任、退社する。

### 失意へ
博文館退社早々の1912年（明治45年）1月、興文社にて『武侠世界』誌を主筆として発刊。『冒険世界』の平塚断水や挿絵担当の小杉未醒も同誌に移り、春浪の小説や評論など同様の内容に加えて、スポーツ記事や、政治論、偉人の伝記などにも力を入れ、好調な売れ行きを示した。また同誌では早稲田大学周辺の淫売窟退治運動も掲げて、警察や大学による対策を引き出した。

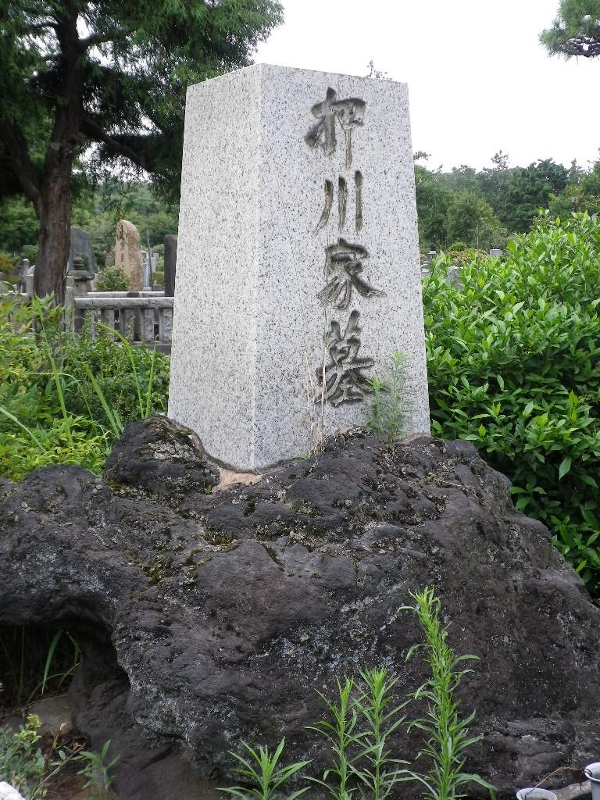
押川春浪の墓

かつて野球害毒論の論争相手で、一高学長の新渡戸稲造に対して、『実業之世界』誌の野依秀一が攻撃した際に春浪名義の記事が1912年（大正元年）11月に書かれたが、これには一高始め大きな非難を浴び、読売新聞に謝罪記事を掲載した。
1913年（大正2年）頃には飲酒による体調悪化で執筆もしばしば中断し、1914年（大正3年）4月から6月に小笠原父島に転地療養する。この3月には父と関係の深かった肥田春充の著書『心身強健術』の跋文も執筆している。同年後藤矢峯との共著『怪傑大隈重信』『カイゼル艦隊』『蛮勇軍団』などが出版されるが、中央書院刊『海上の秘密』は春浪がまったく関与しておらず、私印を偽造して出版され、交渉・談判を弁護士に依頼するが、版権が転売されて刊行された。『武侠世界』は第一次世界大戦など戦争や、天狗倶楽部関係の記事が増え、10月号では天狗倶楽部機関誌の広告も掲載された。
11月16日、脳膜炎により田端の自宅で死去。墓所は雑司ヶ谷霊園。11月23日には神田青年会館で春浪追悼演説会が開かれ、『武侠世界』1915年（大正4年）2月号は春浪追悼文集となった。1925年（大正14年）には墓地に春浪天狗碑が建碑された。

## 著書

### 単著
海底軍艦シリーズ
春浪はフィリピンの独立運動にも共感を寄せており、『海底軍艦』シリーズでは革命家エミリオ・アギナルドも登場するが、1942年（昭和17年）に木村毅が報道班員としてフィリピンを訪れた際にシリーズ6冊を携えてアギナルド本人に手渡した。
- 『海島冒険奇譚 海底軍艦』文武堂(出版) 博文館(発売)。NDLJP:1110790。
- 『英雄小説 武侠の日本』博文館、1902年12月15日。NDLJP:888042。
- 『海国冒険奇譚 新造軍艦』文武堂、1904年。NDLJP:1111064。
- 『戦時英雄小説 武侠艦隊』文武堂、1904年。NDLJP:1111017。
- 『英雄小説 新日本島』文武堂、1906年。NDLJP:1110395。
- 『英雄小説 東洋武侠団』文武堂、1907年12月15日。NDLJP:887473。

世界怪奇譚シリーズ
『空中大飛行艇』は、ヴェルヌ『気球に乗って五週間』、レマンド『空中飛行』、エドワード・ダグラス・フォーセット『空中軍艦（Hartmann The Anarchist）』に影響を受け、また1900年（明治33年）にツェッペリン伯爵の硬式飛行船が建造されるなど、各国の飛行船健造熱が反映されている。『怪人奇談』はドイツの怪奇小説の翻訳、『魔島の奇跡』は『千夜一夜物語』の部分訳である。
- 『世界漫遊 奇人の旅行』大学館〈世界怪奇譚 第1編〉、1901年。
- 『任侠蛮勇 世界武者修行』大学館〈世界怪奇譚 第2編〉、1902年3月25日。NDLJP:886999。
- 『日欧競争 空中大飛行艇』大学館〈世界怪奇譚 第3編〉、1902年3月25日。NDLJP:886123。
- 『怪人奇談』大学館〈世界怪奇譚 第4編〉、1902年9月1日。NDLJP:896732。
- 『魔島の奇跡』大学館〈世界怪奇譚 第5編〉、1902年9月1日。NDLJP:1087051。
- 『続空中大飛行艇』大学館、1902年。NDLJP:954294/68。

その他
- 『航海奇譚』大学館、1901年10月。
- 『千年後の世界』大学館、1903年1月。
- 『銀山王　伝奇小説』博文館、1903年6月。
- 『新アラビヤンナイト』大学館〈世界奇抜談 第1編〉、1903年7月。
- 『立身膝栗毛』大学館〈世界奇抜談 第3編〉、1904年3月。
- 『世界冒険少年譚』本郷書院、1905年1月。
- 『怪雲奇星　冒険小説』本郷書院、1906年6月。
- 『絶島軍鑑　冒険奇譚』本郷書院、1907年2月。
- 『幽霊旅館　冒険怪談』本郷書院、1907年5月。
- 『東洋武侠団　英雄小説』文武堂、1907年12月。
- 『万国幽霊怪話』本郷書院、1908年11月。
- 『海島奇傑　海軍冒険小説』本郷書院、1908年。
- 『北極飛行船　冒険小説』本郷書院、1909年3月。
- 『人形の奇遇　少年少女冒険小説』武侠世界社、1912年。
- 『大復讐　英雄小説』本郷書院、1912年。
- 『ホシナ大探偵　険奇探偵小説』本郷書院、1913年。
- 『怪風一陣　武侠小説』本郷書院、1914年。
- 『海上の秘密　冒険実話』中央書院、1914年。
- 『蛮勇豪語』九十九書房、1914年。
- 『空中の奇禍』大倉書店、1916年。

### 共著
- 平塚断水『全世界大波瀾電力鑑隊』本郷書院、1907年。
- 平塚断水『劔光鉄火　冒険奇譚』本郷書院、1908年6月。
- 阿武激浪庵『水天一髪　冒険的壮快譚』本郷書店、1908年6月。
- 増本河南『絶海奇人　武勇小説』本郷書院、1909年3月。
- 増本河南『氷底怪火　探検奇談』本郷書院、1909年11月。
- 安部磯雄『野球と学生』広文堂、1911年10月。
- 平塚断水『決死艦隊　全世界大波瀾』本郷書院、1913年。
- 後藤矢峰『怪傑大隈重信』中央書院、1914年。
- 後藤矢峯『蛮勇軍団　軍事冒険』聚栄堂、1915年。

### 編著・校訂
- 押川春浪 編『中村春吉自転車世界無銭旅行』博文館、1909年8月。
- 滝沢馬琴『南総里見八犬伝 其1』押川春浪・窪田空穂校、村瀬書院〈国民叢書 第2編〉、1911年4月。
- 『柳荒美談』 上編、押川春浪・窪田空穂校、村瀬書院〈国民叢書 第1編〉、1911年3月。
- 中村直吉、押川春浪 編『五大洲探険記』博文館、1912年。

### 翻訳
- 押川春浪 訳述『ヘーグ奇怪塔』大学館〈世界奇抜譚 第2編〉、1903年9月。 - 原著：アレクサンドル・デュマ「黒いチューリップ」。
- 『露艦隊全滅行　戦敗秘録』阿武天風共訳、武侠世界社、1913年。
- ステイヴンソン『宝島　冒険小説』押川春浪訳、新潮社、1914年。
  - ステイヴンソン『宝島』押川春浪訳、新潮社〈新潮文庫 第132編〉、1935年。

### 作品集・死後刊行
- 『春浪快著集』 全4巻、大倉書店、1916-1918。
  - 第1巻
  - 第2巻(NDLJP:954294) - 「空中大飛行艇」「続空中大飛行艇」「大復讐」「頑強壮漢」「巌窟の珍宝」「鉄車王国」「黄金の腕環」「老愛国者」「頑骨先生」「怪人鉄塔」を収録。
  - 第3巻(NDLJP:954295) - 「銀山王」「樹上の侠士美人」「海峡の悲劇」「世界の巨盗」「航海奇談」「鉄血紅涙」「日米の決闘」「雪子嬢」「世界丸」「万国幽霊怪話」「競馬少年」「人外魔境」を収録。
  - 第4巻(NDLJP:954296) - 「武侠の日本」「腕環の行衛」「豪快老書生」「幽霊旅館」「巌窟の海賊」「魔島の奇跡」「女侠姫」「猛犬灯台」「美少女冒険談」「海底宝窟」を収録。
- 『春浪選集』 全8巻、石書房、1944-1945。
  - 『海底軍艦』（復刻版）本の友社〈春浪選集 第1巻〉、2004年6月。ISBN 4-89439-460-X。 - 原本：石書房1944年刊。
  - 『空中大飛行艇 絶島通信』（復刻版）本の友社〈春浪選集 第2巻〉、2004年6月。ISBN 4-89439-460-X。 - 原本：石書房1944年刊。
  - 『武侠の日本 無敵鉄車』（復刻版）本の友社〈春浪選集 第3巻〉、2004年6月。ISBN 4-89439-460-X。 - 原本：石書房1944年刊。
  - 『新造軍艦 恐怖塔』（復刻版）本の友社〈春浪選集 第4巻〉、2004年6月。ISBN 4-89439-460-X。 - 原本：石書房1944年刊。
  - 『武侠艦隊 岩窟の珍宝』（復刻版）本の友社〈春浪選集 第5巻〉、2004年6月。ISBN 4-89439-460-X。 - 原本：石書房1945年刊。
  - 『新日本島 猛犬灯台』（復刻版）本の友社〈春浪選集 第6巻〉、2004年6月。ISBN 4-89439-460-X。 - 原本：石書房1945年刊。
  - 『東洋武侠団』（復刻版）本の友社〈春浪選集 第7巻〉、2004年6月。ISBN 4-89439-460-X。 - 原本：石書房1944年刊。
  - 『日米決闘 千年後の世界』（復刻版）本の友社〈春浪選集 第8巻〉、2004年6月。ISBN 4-89439-460-X。 - 原本：石書房1944年刊。
- 伊藤秀雄 編『押川春浪集』筑摩書房〈ちくま文庫 明治探偵冒険小説集 3〉、2005年6月。ISBN 4-480-42083-5。 - 「銀山王」「世界武者修行」「魔島の奇跡」を収録。
- 草野柴二、押川春浪 著、川戸, 道昭、中林, 良雄、榊原, 貴教 編『草野柴二・押川春浪集』大空社〈続明治翻訳文学全集 翻訳家編 19〉、2002年1月。ISBN 4-283-00199-6。 - スティーブンソン「新アラビヤンナイト」・シェイクスピア（ラム）「王女の旅」を収録。
- 桑原三郎、千葉俊二 編『日本児童文学名作集』 上、岩波書店〈岩波文庫〉、1994年2月。ISBN 4-00-311431-0。 - 「万国幽霊怪話」（抄）を収録。
- 講談社文芸文庫 編『日本の童話名作選　明治・大正篇』講談社〈講談社文芸文庫〉、2005年5月。ISBN 4-06-198405-5。 - 「絶島通信」を収録。
- 長山靖生編著『懐かしい未来　甦る明治・大正・昭和の未来小説』中央公論新社、2001年6月。ISBN 4-12-003154-3。 - 「月世界競争探検」を収録。
- 日本ペンクラブ 編『児童文学名作全集 1』井上ひさし選、福武書店〈福武文庫〉、1987年1月。ISBN 4-8288-3034-0。 - 「絶島通信」を収録。
- 日本ペンクラブ 編『日本ジュニア文学名作全集 3』井上ひさし選、汐文社、2000年3月。ISBN 4-8113-7330-8。 - 「絶島通信」を収録。
- 『ようこそ、冒険の国へ！』松本直子解説、横田順彌エッセイ、くもん出版〈読書がたのしくなる・ニッポンの文学〉、2009年2月。ISBN 978-4-7743-1402-0。 - 「幽霊小家」を収録。

## 映画化作品
- 『銀山王』日活向島 1913年
- 『新日本島』阿部豊監督、日活 1926年
- 『拳骨先生』三村源次郎監督、日活 1927年
- 『東洋武侠団』内田吐夢監督、日活 1927年
- 『海底軍艦』本多猪四郎監督、東宝 1963年[1]